# Alexandre Gemignani
Alexandre Gemignani Ferreira, född 26 juni 1925 i São Paulo, död 8 mars 1998, var en brasiliansk basketspelare.
Gemignani blev olympisk bronsmedaljör i basket vid sommarspelen 1948 i London.